# Porphyrospiza
A Porphyrospiza a madarak osztályának verébalakúak (Passeriformes) rendjébe és a tangarafélék (Thraupidae) családjába tartozó nem. Egyes szervezetek a Rhopospina nembe sorolják ezeket a fajokat is.

## Rendszerezésük
A nemet Philip Lutley Sclater és Osbert Salvin írták le 1873-ban, jelenleg az alábbi fajok tartoznak ide:
- kobaltkék pinty (Porphyrospiza caerulescens vagy Rhopospina caerulescens)
- Porphyrospiza alaudina vagy Rhopospina alaudina
- Porphyrospiza carbonaria vagy Rhopospina carbonaria

## Előfordulásuk
Dél-Amerika területén honosak. Természetes élőhelyei a mérsékelt övi, szubtrópusi és trópusi gyepek, szavannák és cserjések.

## Megjelenésük
Testhosszuk 12-14 centiméter körüli.